# ريتشارد هيلدبراندت
ريتشارد هيلدبراندت (بالألمانية: Richard Hermann Hildebrandt )‏ (و. 1897 – 1952 م) هو قاضي، وسياسي ألماني، ولد في فورمس، كان عضوًا في الحزب النازي، وكان عضوًا في كتيبة العاصفة، ويحمل رتبة عسكرية فريق أول، أُدعم شنقاً في غدانسك وكان عمره حينئذٍ 55 عاماً.

## المناصب
تولى منصب عضو مجلس النواب الألماني من ألمانيا النازية.

## التعليم
تعلم في جامعة كولونيا، وجامعة لودفيغ ماكسيميليان في ميونخ.

## الخدمة العسكرية
خدم في الجيش الإمبراطوري الألماني.

## الجوائز
حصل على جوائز منها:
- شارة الحزب الذهبية.